# Triunfo solido
Triunfo solido, más conocido como Mi buena suerte, es un álbum de estudio de la banda de música regional mexicana Los Tigres del Norte, fue distribuido por la discográfica Fonovisa Records en 1989. Este álbum incluye 12 canciones.

## Lista de canciones
La lista de canciones es la siguiente:

| Triunfo solido - Mi buena suerte |                         |          |  |
| N.º                              | Título                  | Duración |  |
| 1.                               | «Ni parientes somos»    | 2:34     |  |
| 2.                               | «César Chávez»          | 3:01     |  |
| 3.                               | «El contagió»           | 2:46     |  |
| 4.                               | «Diamante negro»        | 3:10     |  |
| 5.                               | «Mi lamento»            | 3:45     |  |
| 6.                               | «Corazón de oro»        | 3:04     |  |
| 7.                               | «Mi buena suerte»       | 3:04     |  |
| 8.                               | «Gracias nada más»      | 3:04     |  |
| 9.                               | «Apenas te fuiste ayer» | 2:33     |  |
| 10.                              | «Solo un amigo»         | 2:59     |  |
| 11.                              | «El avión de la muerte» | 3:46     |  |
| 12.                              | «Gaviota»               | 3:17     |  |
| 37:03                            |                         |          |  |

## Personal
Personal según Allmusic:
- Hernán Hernández — integrante de la banda
- Jorge Hernández — integrante de la banda
- Eduardo Hernández - integrante de la banda
- Raúl Hernández — integrante de la banda
- Oscar Lara — integrante de la banda
- Enrique Franco - Arreglista, Dirección artística, Compositor, Productor
- José Héctor Valdez Tamayo - Compositor
- Paulino Vargas - Compositor